# 山口保吉
山口 保吉（やまぐち　やすきち）は、明治生まれ－1955年（昭和30年）10月22日の郷土学者。愛知県豊川市御津町生まれ。

## 著書
- 山口保吉『長慶天皇聖蹟考』（山口保吉、1938年）
- 山口保吉『三河吉野朝の研究』（山口究宗堂、1940年）
- 山口保吉『芳花鶴水園の聖地』（山口究宗堂、1943年）
- 山口究宗『三河吉野朝年譜』（1952年）
- 山口究宗『瑞穂古事紀 乾巻』（高天原奉賛会、1957年）
- 山口究宗『瑞穂古事紀 坤巻』（高天原奉賛会、1958年）